# Blood-Hole-Massaker
Beim Blood-Hole-Massaker, das sich in Australien am Middle Creek, etwa zwölf Kilometer von der Glengower-Viehzuchtstation entfernt, zwischen Clunes bei Ballarat und Newstead in Victoria, Ende 1839 oder Anfang 1840 ereignete, wurde eine unbekannte Anzahl von Aborigines vom Stamm der Dja Dja Wurrung ermordet.
Während des Aufbaus der Glengower-Station gaben die Beschäftigten des Eigentümers der Zuchtstation, Captain Dugald McLachlan, den Aborigines Mehl- und Zuckerrationen und sie beschäftigen diese hin und wieder.  Als eine Mischung von Gipsputz anstelle von Mehl an die Aborigines verteilt wurde, kam es zu einer Auseinandersetzung mit dem Küchenpersonal, in deren Folge der Koch von den Aborigines gespeert und das Lager geplündert wurde (sie nahmen ein Viertel eines Schafes an sich).
Daraufhin verfolgten McLachlan und seine Beschäftigten die Aborigines bis zum Wasserloch am Middle Creek westlich der Glengower Station.  Die Aborigines versuchten sich durch Abtauchen in dem Wasserloch zu verstecken, aber sobald einer von ihnen zum Luftholen auftauchte, wurde er erschossen.